# Șimand
Șimand (en hongrois : Alsósimánd, en allemand : Schimand) est une commune du județ d'Arad, Roumanie qui compte 3 982 habitants.
La commune est composée du village du même nom Șimand.

## Culture
D'après le recensement de 2011, la commune compte 3 982 habitants, en forte baisse par rapport au recensement de 2002 où elle en comptait 4 144.